# Philoscia dalmatica
Philoscia dalmatica är en kräftdjursart som beskrevs av Karl Wilhelm Verhoeff 1901. Philoscia dalmatica ingår i släktet Philoscia och familjen Philosciidae. Inga underarter finns listade i Catalogue of Life.